# Lufttryck
Lufttrycket är trycket i den sammansatta gas som utgör jordens atmosfär. Trycket uppstår genom jordens dragningskraft (gravitationskraft) på gasmassan och minskar med höjden över jordytan. Atmosfärens densitet minskar med höjden och blir i dagligt tal "tunnare" med ökande höjd. Detta förhållande utnyttjas av den kommersiella flygtrafiken som drar fördel av det mindre luftmotståndet på högre flyghöjder. Samtidigt minskar syrgasens densitet varför man för vanliga jetmotorer funnit att en höjd på cirka 10 000 m utgör den optimala höjden med avseende på luftmotstånd och nödvändigt syreinnehåll för att få tillräcklig dragkraft från motorerna. 
För mätningar av aktuellt lufttryck används en barometer. SI-enheten för lufttryck är Pa men enheterna millibar (tusendels bar) och mmHg (mm kvicksilverpelare) förekommer i olika sammanhang.
Försök att bestämma ett medelvärde för lufttrycket i olika standarder har gjorts - STP och NTP är exempel på sådana standarder. I dessa två standarder anges det normala lufttrycket som 1 atm, det vill säga 101 325 Pa.

## Meteorologiskt lågtryck respektive högtryck

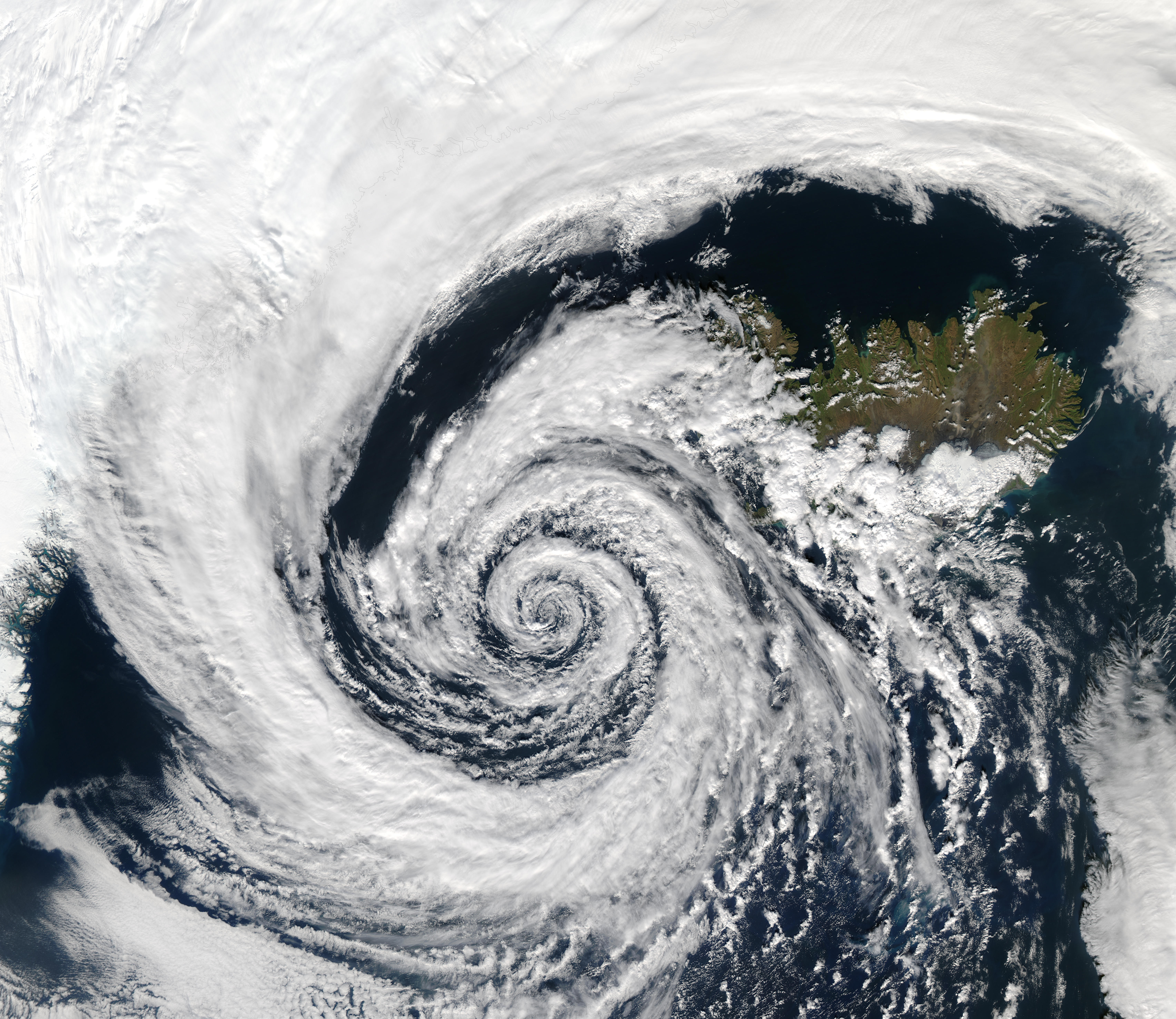
Ett lågtrycksområde, här över Island, är en fri virvel i atmosfären som på grund av corioliskraften på norra halvklotet roterar moturs.

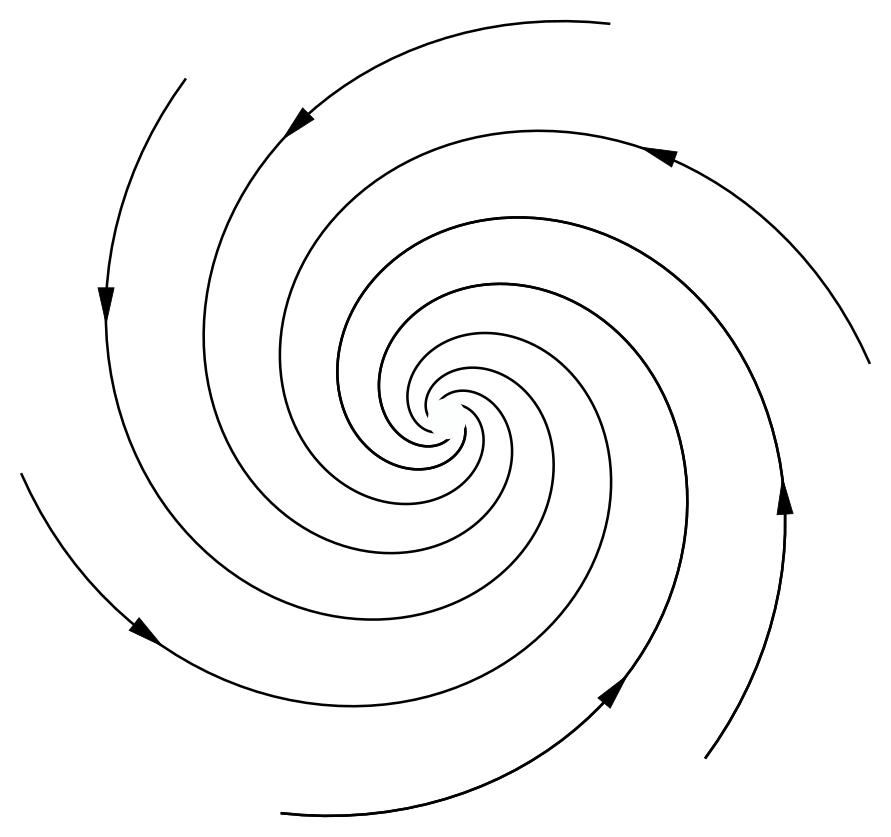
En fri virvel har en logaritmisk strömningsform. Strömningshastigheten i centrum är 0 och ökar med avståndet till centrum

Lufttrycket är inte konstant vid en viss höjd över jordytan, utan beror i hög grad på förekomsten av så kallade högtrycksområden respektive lågtrycksområden. Dessa bildas då luftmassan sätts i rotation under inverkan av energitillskott från solens energiinstrålning och jordens rotation och bildar så kallade "fria virvlar" med logaritmisk strömningsform där det statiska trycket enligt Bernoullis ekvation sjunker i proportion till avståndet från virvelns centrum genom att strömningshastigheten ökar samtidigt som det dynamiska trycket (hastighetsberoende trycket) stiger.
I lågtrycksområden strömmar luften i virvelform in mot virvelns centrum och i högtrycksområden ut från virvelns centrum. Genom inverkan av jordens rotation och Corioliskraften uppkommer en kraftkomposant på de fria virvlarna som tvingar en högtrycksvirvel (högtryckområde) på norra halvklotet att rotera medurs resp. en lågtrycksvirvel (lågtrycksområde) att rotera moturs. Det är på grund av dessa förhållanden som Skandinavien får in stora mängder fuktig luft som avdunstar från den relativt sett varma golfströmmen ute på Atlanten. Lågtrycksområden med fuktig luft som kommer in från Atlanten i väster och passerar mitt över Skandinavien roterar moturs vilket i ett lokalt perspektiv ger förhärskande västliga vindar i södra Sverige och det regnar därför ofta. På samma sätt förs ofta mycket varm och torr luft in från det ryska fastlandet i öster när det bildas högtryckområden över Skandinaviens mellersta del där luftmassan roterar medurs och i ett lokalt perspektiv ger förhärskande ostliga vindar. Genom att den luften är torr blir det ingen kondensation av vatten när luftmassan stiger över land utan klart i luften och ofta "vackert" väder.
Angivna rotationsriktningar för låg- resp. högtryck gäller norr om ekvatorn. Söder om ekvatorn roterar en lågtrycks- resp. högtrycksvirvel åt motsatt håll, det vill säga lågtryck roterar medurs och högtryck moturs beroende av corioliskraften. Med ledning av hur lågtryckets respektive högtryckets centrum kommer att förflytta sig över jordytan och rådande tryck i virvelns centrum kan man därför med stor säkerhet avgöra vilken vindriktning och vindhastighet som kommer att gälla på en viss plats.
På sommarhalvåret i Sverige när luftmassan värms upp kraftigt över land bildas så kallad sjöbris där luften över land stiger uppåt i atmosfären och skapar ett undertryck i förhållande till luftmassan som befinner sig över det relativt kallare havsvattnet där solinstrålningen inte ger en reflekterande uppvärmning av luftmassan. Detta resulterar i en luftströmning in mot land som sammansätts med luftströmningen på grund av rådande låg- eller högtryck. Vindriktningen och hastigheten blir då svårare att förutse. När solen går ner upphör solinstrålningen och därmed också sjöbrisen och det är då enbart rådande låg- eller högtryck som bestämmer vindens styrka och riktning.
Om trycket i den fria virvelns centrum blir tillräckligt lågt och därmed lufthastigheten i virvelns periferi i motsvarande grad hög utvecklas en storm eller orkan. I virvelns centrum är det nästan "vindstilla". Detta är vanligt i tropiska områden som har en kraftig solinstrålning som lagras upp i fuktiga luftmassor i form av rörelseenergi. En tornado är samma virvelfenomen där ett mycket lågt tryck i virvelns centrum orsakar en extremt hög lufthastighet inom ett begränsat område.

## Lågtryckets fria virvel i analogi med en badkarsvirvel
En "badkarsvirvel" är en fri virvel i miniformat och kan liknas vid ett lågtryck där virvelns centrum utgörs av utloppet i badkaret som strömningsmässigt motsvarar en så kallad sänka. Strömningshastigheten och strömningsriktningen i horisontalplanet följer samma strömningslagar som fria luftvirvlar i atmosfären. En populär "folklig" uppfattning är att "badkarsvirvlar" skulle rotera åt olika håll på norra respektive södra halvklotet på samma sätt som luftvirvlar i atmosfären. Detta påstående är i praktiken helt felaktigt. Det skulle krävas ett badkar på något hundratal meter i diameter och ett mycket litet utloppshål i badkaret för att det överhuvudtaget är möjligt att påvisa någon effekt från corioliskraften på en badkarsvirvel. Rotationsriktningen beror i första hand på den strömningsriktning som påbörjas när proppen dras ur badkaret som är slumpmässig genom att det är omöjligt att undvika en strömningsstörning i riktning medurs eller moturs i det stillastående vattnet, men slumpmässigheten beror också i hög grad av utloppets utformning både före (uppströms) och efter (nedströms) själva öppningen som alltid påverkar vattnets strömning. Om man vänder på rotationsriktningen för hand kvarstår den nya virvelriktningen i ett stabilt läge ända tills allt vatten runnit ut även om utloppet är till synes symmetriskt utformat. I atmosfären handlar det om mycket stora områden på flera hundra mils radie, som omfattas av låg- respektive högtrycksvirvlar, där corioliskrafterna kan verka på mycket stora luftmassor.
Den fria virvelns logaritmiska strömningsform är samma form som arbetas med vid konstruktion av centrifugalpumpars skovelform och pumphus för att få en så hög mekanisk verkningsgrad som möjligt, det vill säga, minsta möjliga strömningsförluster för önskat flöde som funktion av tryck.

## Höjdmätning
Att lufttrycket minskar med höjden över jordytan används bland annat inom luftfarten där höjden för en flygfarkost kan räknas ut genom att mäta det statiska lufttrycket runt flygfarkosten och jämföra det med ett referenstryck på jordytan. Tre olika referenser används:
- STD – Standardtryck, 1 013,25 hPa. Används på högre höjder (normalt över 5 000 fot över havet) där avståndet till marken har mindre betydelse än att den vertikala separeringen (höjdskillnad mellan flygleder) är helt korrekt. Med denna referens inställd visas höjden som om lufttrycket vid havsytan var 1 013,25 hPa.
- QNH – Aktuellt lufttryck på en viss flygplats omräknat till havsnivån. Den mest använda för flygning på lägre höjder (till exempel start och landning) där tilldelad höjd anges i MSL (Mean Sea Level). Med denna referens inställd visas korrekt höjd.
- QFE – Aktuellt lufttryck på en viss flygplats (icke omräknat till havsnivå). Kan användas som landningsreferens då höjdmätaren anger höjd över aktuell flygplats. Med denna referens inställd visas höjden som 0 (noll) då luftfartyget står på landningsbanan.

Se vidare:
- Höjdmätare
- Q-förkortningar